# Zdeněk Kalista
Zdeněk Kalista (ur. 2 lipca 1900 w Novych Benátkach, zm. 17 czerwca 1982 w Pradze) – czeski historyk kultury, poeta i krytyk literacki, docent historii czeskiej.
W latach 1951–1960 był więziony z przyczyn politycznych. W poezji (m.in. zbiór Ráj srdce 1922) łączył motywy religijne z wizją przemian społecznych. Eseistykę poświęcił czołowym osobistościom czeskiego średniowiecza i baroku.
Tworzył przekłady z francuskiego, niemieckiego, włoskiego i łaciny. Jego dorobek obejmuje także publikacje z dziedziny historii. Można wśród nich wymienić: Mládí Humprechta Jana Černína z Chudenic (t. 1–2 1932), Doba Karla IV. (1939), Česká barokní gotika… (1970).
W 1991 roku został pośmiertnie odznaczony Orderem Tomáša Garrigue Masaryka III klasy.

## Twórczość
- 1932 – Diviš Černín
- 1932 – Mládí Humprechta Jana Černína z Chudenic
- 1933 – Kamarád Wolker
- 1934 – Z legend českého baroka
- 1934 – Úvod do politické ideologie českého baroka
- 1935 – Národní motiv úcty svatoprokopské a svatopetrská legenda z roku 1618
- 1938 – Italský skicář
- 1939 – Doba Karla IV.
- 1939 – Čechové, kteří tvořili dějiny světa
- 1939 – Bohuslav Balbín
- 1940 – Zikmund Myslík z Hršova
- 1941 – Blahoslavená Zdislava
- 1941 – Josef Pekař
- 1941 – České baroko
- 1941 – Hněvej se ty na mne nebo nehněvej
- 1941 – Korespondence Zuzany Černínové z Harasova s jejím synem Humprechtem Janem Černínem z Chudenic
- 1944 – Barokní tradice v našem divadle novodobém
- 1945 – Klementinum
- 1945 – Stručný přehled československých dějin do roku 1306
- 1947 – Co nám lhali o našich dějinách
- 1947 – Stručné dějiny Československa
- 1947 – Cesty historikovy
- 1969 – Matěj Vierius
- 1969 – Blahoslavená Zdislava (Rzym)
- 1991 – Listy z dějin české gotiky (Rzym 1969)
- 1969 – Město mezi horami
- 1969 – Tváře ve stínu (Medailony)
- 1970 – Listy synu Alšovi o umění
- 1970 – Česká barokní gotika a její žďárské ohnisko
- 1970 – O jedné knihovničce a mládencích kolem ní
- 1971 – Karel IV. Jeho duchovní tvář
- 1971 – Bedřich Bridel (Neapol)
- 1978 – Přátelství a osud (Korespondence s J. Wolkerem) (Toronto)
- 1978 – Svědectví o Františku Křelinovi
- 1992 – Tvář baroka (Monachium 1982, Londyn 1983)
- 1992 – Ctihodná Marie Elekta Ježíšova. Po stopách české mystiky v českém baroku (Rzym 1975)
- 1993 – Cesta po českých hradech a zámcích, aneb Mezi tím, co je a tím, co není
- 1993 – Veliká noc
- 1994 – Století andělů a ďáblů. Jihočeský barok
- 1997 – Po proudu života II